# 12. ústřední výbor Komunistické strany Číny
12. ústřední výbor Komunistické strany Číny (čínsky pchin-jinem Zhōngguó Gòngchǎndǎng dìshí'èrjiè Zhōngyāng Wěiyuánhuì, znaky zjednodušené 中国共产党第十二届中央委员会) byl nejvyšší orgán Komunistické strany Číny v letech 1982–1987, mezi XII. a XIII. sjezdem. Na XII. sjezdu pořádaném v září 1982 jeho delegáti zvolili ústřední výbor o 210 členech a 138 kandidátech. Během svého funkčního období se výbor sešel sedmkrát, poprvé v závěru sjezdu, kdy zvolil užší vedení strany – 12. politbyro a jeho stálý výbor včetně generálního tajemníka ÚV a 12. sekretariát.

## Jednání
1. zasedání 12.–13. září 1982 v Pekingu
Zvoleno užší vedení strany: 12. politbyro sestavené z pětadvaceti členů a tří kandidátů. K běžnému řízení strany vybral ze členů politbyra šestičlenný stálý výbor, který se skládal z generálního tajemníka ÚV Chu Jao-panga a dále  Jie Ťien-jinga, Teng Siao-pchinga, Čao C’-janga, Li Sien-niena a Čchen Jüna. Ostatními devatenácti členy politbyra byli Wan Li, Si Čung-sün, Wang Čen, Wej Kuo-čching, Ulanfu, Fang I, Teng Jing-čchao, Li Te-šeng, Jang Šang-kchun, Jang Te-č’, Jü Čchiou-li, Sung Žen-čchiung, Čang Tching-fa, Chu Čchiao-mu, Nie Žung-čen, Ni Č’-fu, Sü Siang-čchien, Pcheng Čen a Liao Čcheng-č’. Kandidáty politbyra se stali Jao I-lin, Čchin Ťi-wej a Čchen Mu-chua. 12. sekretariát tvořil generální tajemník ÚV Chu Jao-pang, tajemníci Wan Li, Si Čung-sün, Teng Li-čchün, Jang Jung, Jü Čchiou-li, Ku Mu, Čchen Pchi-sien, Chu Čchi-li a Jao I-lin a kandidáti sekretariátu Čchiao Š’ a Chao Ťien-siou. Předsedou ústřední vojenské komise ÚV byl zvolen Teng Siao-pching, místopředsedy Jie Ťien-jing, Sü Siang-čchien, Nie Žung-čen a Jang Šang-kchun. Prvním tajemníkem disciplinární komise byl potvrzen Čchen Jün, druhým tajemníkem Chuang Kche-čcheng.
2. zasedání 11.–12. října 1983 v Pekingu
Rozhodnuto o zahájení kampaně „nápravy stranických organizaci“ v rámci snahy o překonání následků Kulturní revoluce. Zahájena „kampaň proti duchovnímu znečištění“ vedená konzervativním křídlem vedení strany (Čchen Jün a další).
3. zasedání 20. října 1984 v Pekingu
Ústřední výbor podpořil další ekonomické reformy. Rozhodnuto o svolání celostátní stranické konference.
4. zasedání 16. září 1985 v Pekingu
Přijata doporučení k sedmému pětiletému plánu rozvoje ekonomiky směřující k přizpůsobení ekonomiky země k reformám, opatření byla předložena k diskuzi stranické konferenci provedené 20. září 1985 a poté schválena Všečínským shromážděním lidových zástupců.
Rezignovala skupina dlouholetých členů vedení strany (Jie Ťien-jing, Chuang Kche-čcheng a další)
5. zasedání 24. září 1985 v Pekingu
Jednání po stranické konferenci.
Provedena výrazná obměna vedení strany. Na tomto a předešlém zasedání rezignovala řada členů a kandidátů ústředního výboru, disciplinární komise a poradní komise včetně členů politbyra a/nebo tajemníků ÚV Jie Ťien-jinga, Wang Čena, Wej Kuo-čchinga, Li Te-šenga, Sung Žen-čchiunga, Ulanfu, Teng Jing-čchao, Čang Tching-faa, Nie Žung-čena, Sü Siang-čchiena, Si Čung-süna a Ku Mua; místo nich do politbyra přišli Tchien Ťi-jün, Čchiao Š’, Li Pcheng, Wu Süe-čchien a Chu Čchi-li, do sekretariátu Čchiao Š’, Li Pcheng, Chao Ťien-siou a Wang Čao-kuo.
6. zasedání 28. září 1986 v Pekingu
Přijata „Rezoluce o budování socialistické duchovní kultury“. Rozhodnuto o svolání XIII. sjezdu.
7. zasedání 28. září 1987 v Pekingu
Příprava XIII. sjezdu.